# Center City (Minnesota)
Center City é uma cidade localizada no estado americano de Minnesota, no Condado de Chisago.

## Demografia
Segundo o censo americano de 2000, a sua população era de 582 habitantes.
Em 2006, foi estimada uma população de 604, um aumento de 22 (3.8%).

## Geografia
De acordo com o United States Census Bureau tem uma área de
1,2 km², dos quais 1,2 km² cobertos por terra e 0,0 km² cobertos por água.

## Localidades na vizinhança
O diagrama seguinte representa as localidades num raio de 16 km ao redor de Center City.